# Blastothrix chinensis
Blastothrix chinensis is een vliesvleugelig insect uit de familie Encyrtidae. De wetenschappelijke naam is voor het eerst geldig gepubliceerd in 1990 door Shi.